# معركة زيلا
```
معركة زيلا
 كانت معركة في العام 47 قبل الميلاد بين 
يوليوس قيصر
 
وفرانسيس الثاني البنطسي
 ملك 
المملكة البنطسية
.
```

## المقدمة
بعد هزيمة مملكة البطالمة في معركة النيل غادر قيصر مصر قاطعاً الشام وقيليقية وقبادوقية متجهاً لقتال فرانسيس الثاني بن ميثراداتيس السادس.
قد غَلب فرانسيس قبلاً الليغاتوس دوميتيوس كالفينوس وجيشة الصغير في معركة نيقوبوليص 45 ق.م. ثم أقام المذابح في حق الجند الرومانيين المستسلمين وأي مواطن روماني يجده في منطقته. وعندما علم فرانسيس بقدوم يوليوس قيصر، أرسل رسله لعقد الصلح والذين قابلهم قيصر آنما قابلوه بالرفض القاطع للسلام.

## القوات
كانت قوات قيصر مكونة من كتيبتان من الجند المتمرسين من الفيلق الرابع، والفيلق الثاني والعشرون كاملاً، وقوى من الحلفاء الغلاطيون والويكسولاطاويون من الفيلق الخامس والثلاثين. كما تملك أيضاً فرقة صغيرة من الخيالة.
أما قوات فرانسيس فكانت قرابة الـ20,000، معظمها من أبناء القبائل المجندون إجبارياً مع فرقة محترفة من جند الفيلق المقدوني، وخيالة. وعربات قاطعة.

## المعركة

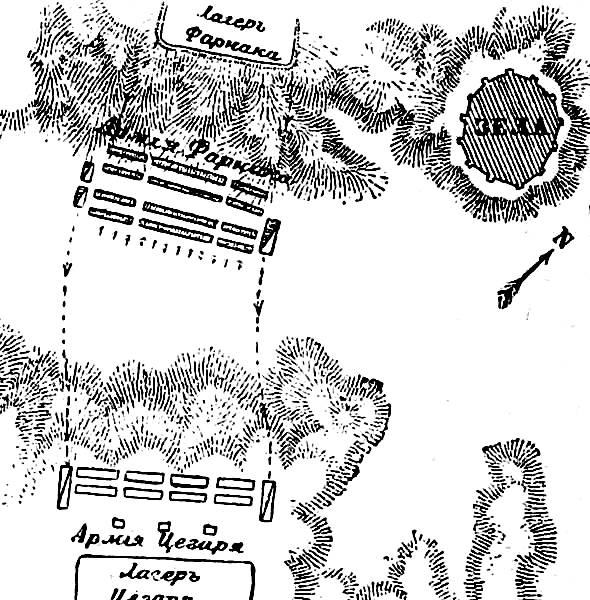
مخطط الخريطة لمعركة :زيلا".

حدثت المعركة في مدينة زيلا، والتي هي الآن بلدة صغيرة على قمة تل في محافظة توقات في شمال تركيا. عسكر الجيش محاذياً بلدة زيلا الجبلية، ولكن عندما بداء جند قيصر بنصب معسكرهم في أعالى تل قريب من زيلا إنقض الجيش البنطسي على الجيش الروماني فجأتاً. وكانت هذه الهجمة غير متوقعة لكونها أمراً غير منطقياً أن يهجم جيش فرانسيس المحصن لنفسه في مكان دفاعي ممتاز على جيش قيصر والذي كان في مكانٍ مرتفع يسهل فيه صد هجمات الجيش المعادي المنخفض. في بادء الأمر تمكن البناطسة من أخذ بعض الأرض من الرومان والذين كانوا في حالة من الفوضى من هذه الهجمة المباغتة، ولكن سرعان ما تمكن الجند المتمرسين في الفيلق الروماني من إسترجاع انضباطهم وخلق صف دفاعي من الجند. ثم قاد يوليوس قيصر هجمة مضادة صد فيها البناطسة وأرجعهم فيها لإسفل التلة حيث كانت الأفضلية لجندة، فأنهى بهذا الهجمة والمعركة.

## ما بعد المعركة
كانت معركة زيلا معركةً حاسمة في تاريخ قيصر العسكري، فقد كانت حملته الممتدة لمدة خمسة أيام فقط حملةً حاسمة ومصيرية لدرجة أنه أرخ المؤرخ فلوطرخس بعد 150 عام من انقضاء المعركة أن يوليوس قيصر بعد المعركة أرسل رسالة لروما فيها المقولة الشهيرة المنسوبه إليه «فيني، فيدي، فيتشي» («أتيت فرأيت فغزيت»). وسويتونيوس يقول أن قيصر قال كلمته تلك في قمة انتصار قيصر في المعركة لا في رسالة. تمكن فرانسيس الثاني من الهرب من المعركة لمملكته مملكة بوسبوران ولكنه قتل هناك على يد أحد الحكام الذين كانوا تحت إمرته سابقاً في مناوشة.